# Rogslösa kyrka

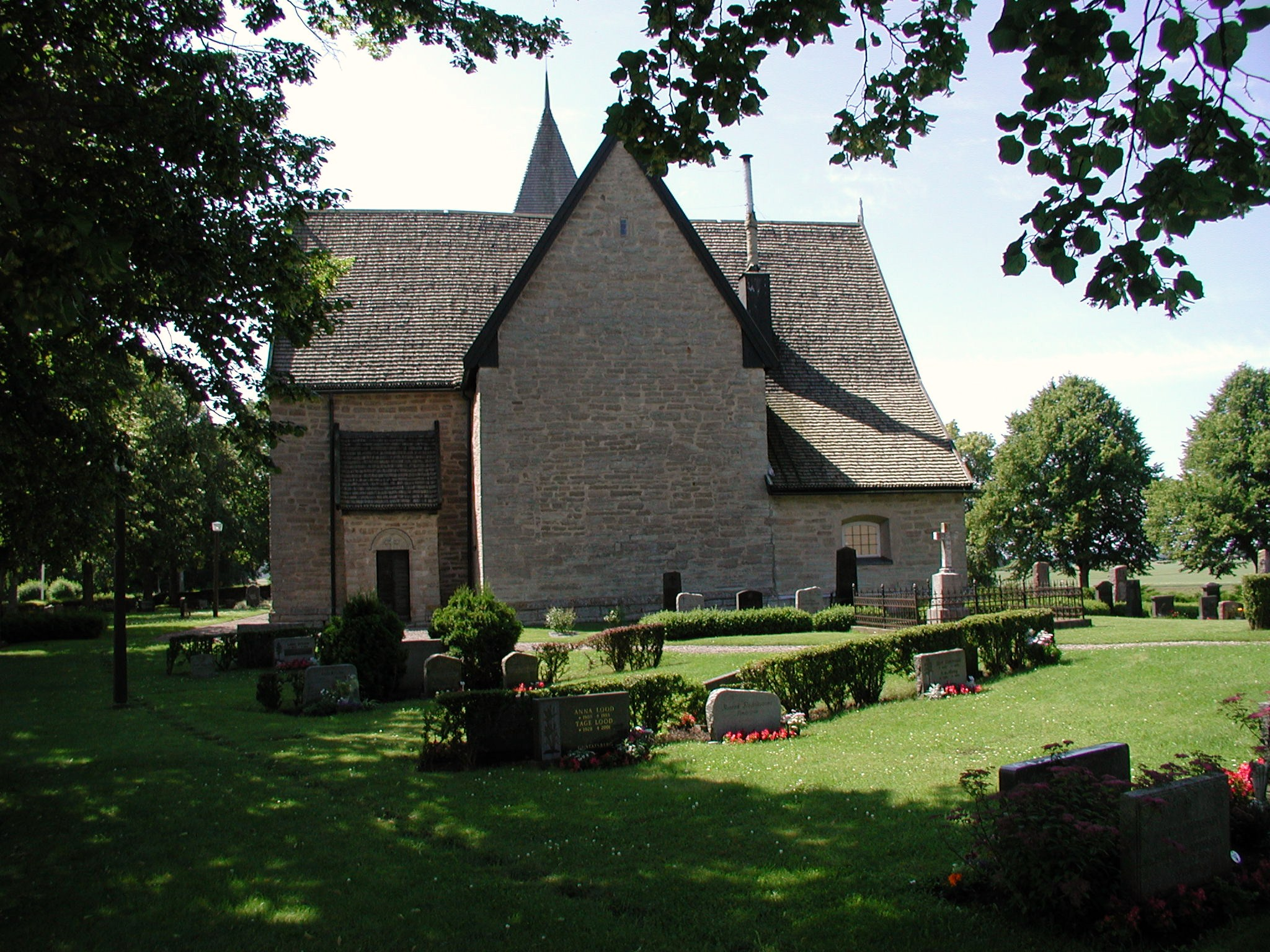
Kyrkan från öster

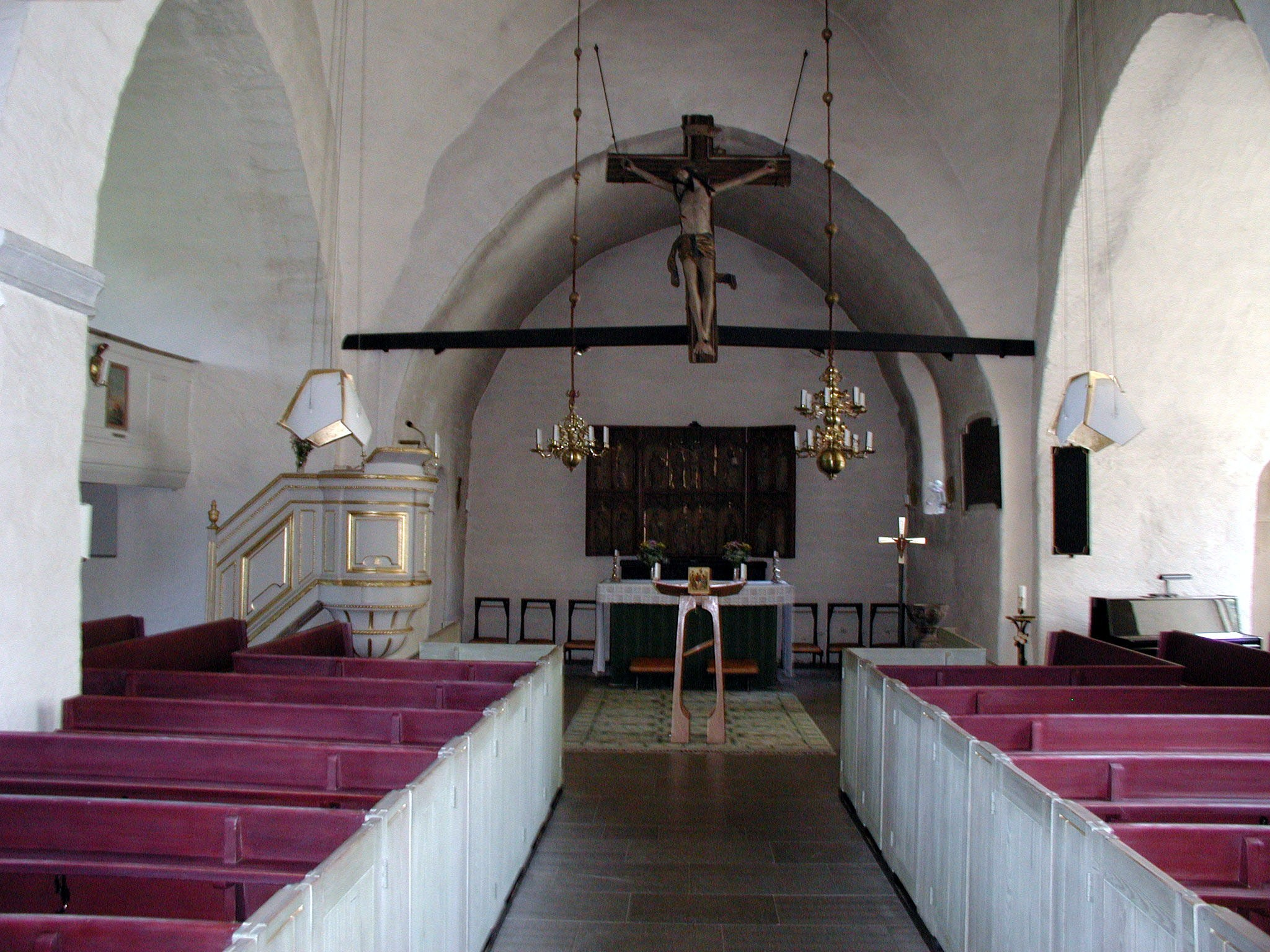
Interiör

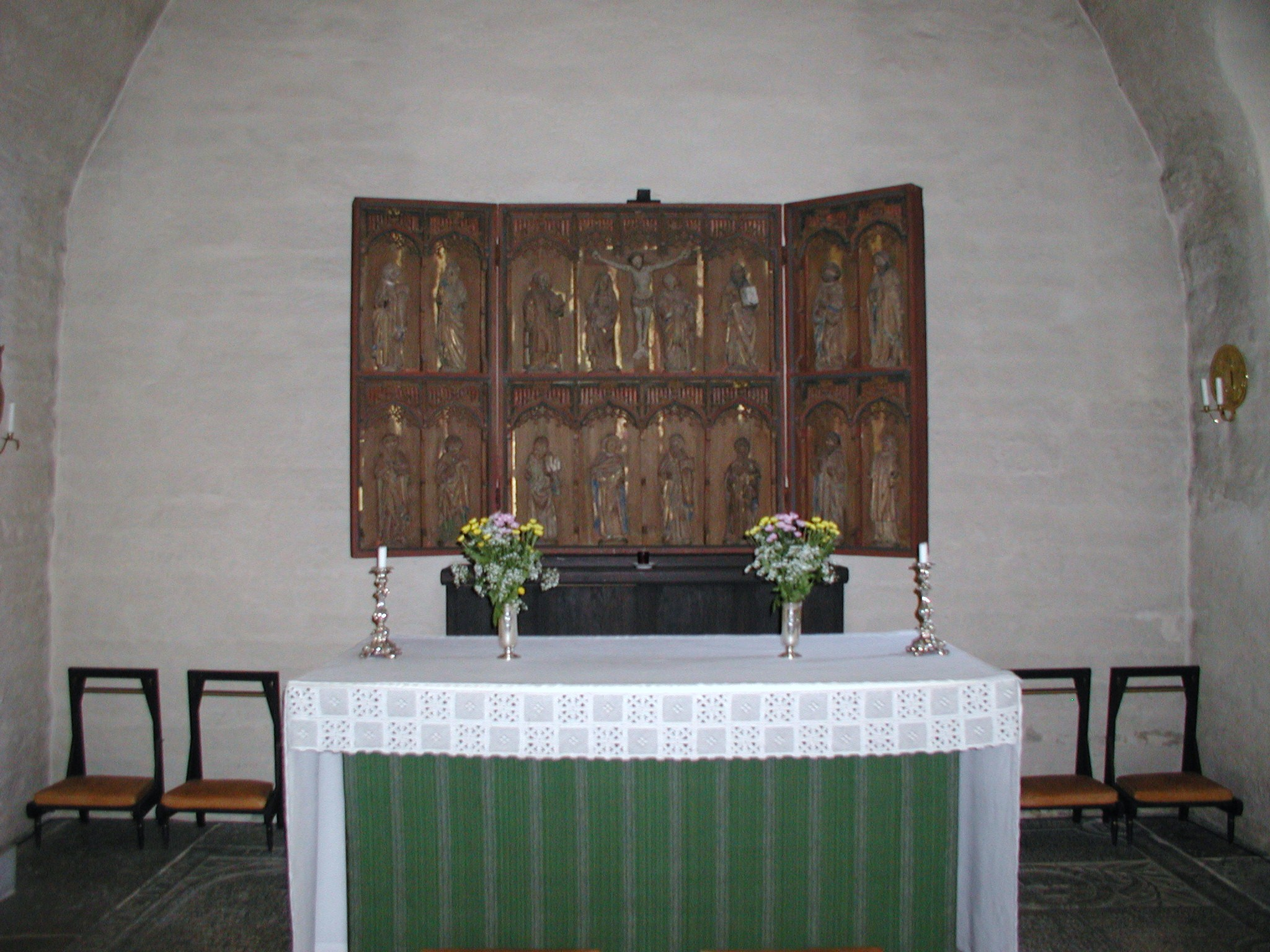
Altarskåpet.

Rogslösa kyrka är en kyrkobyggnad som ligger i Rogslösa socken i Vadstena kommun i Östergötland. Den ligger 15 kilometer norr om Ödeshög och 12 kilometer sydväst om Vadstena. Den tillhör Linköpings stift.

## Kyrkobyggnaden
Rogslösa kyrka ligger på den bördiga östgötaslätten mellan Vättern och Tåkern. Den framträder genom sitt höga torn och sitt massiva byggnadskomplex. Kyrkan är byggd i kalksten, förutom vapenhuset på långhusets södra sida, som är timrat. Sedan medeltiden är fönstren upphuggna, men mellan vapenhuset och södra tvärskeppet finns ett av de ursprungliga kvar.
Inne i vapenhuset syns den berömda ingångsportalen, som återfått sin ursprungliga plats. I portalen sitter Rogslösadörren, ett av Sveriges förnämsta konstverk från medeltiden, gjord av en anonym mästare, kallad Rogslösamästaren. Dörren är i trä försett med smidesornament av olika slag. Enligt en dendrokronologisk undersökning är träet avverkat omkring år 1275. Ornamenten består av liljor, blad, ringar och så vidare. Överst finns ett jaktmotiv, som är inspirerat av legenden om den helige Eustachius, nederst en framställning av syndafallet i Edens trädgård med Eva, kunskapens träd och ormen. Man skymtar också djävulen och ängeln Mikaels strid med draken.
På andra sidan av Rogslösadörren är till vänster en smal dörröppning och en brant trappa upp till tornet. På andra våningen finns emporen, där socknens storman med familj höll till under gudstjänsten. Numera har där inretts ett litet stenmuseum. Tornrummet på bottenvåningen, som nu är en del av kyrkorummet, är tunnvälvt och har försetts med fönster av antikglas. Där återfinns en medeltida gravsten och en kolossal hjälm med yvig fjäderbuske.
Kyrkan består av ett enskeppigt långhus med tre kryssvalv, tunnvälvt kor och tvärskepp, också det med tunnvalv. Av de ursprungliga kalkmålningarna återstår endast fragment. I triumfbågen hänger ett triumfkrucifix från 1400-talet. Koret domineras av ett tyskt altarskåp från samma århundrade och även altarskivan är medeltida. I korgolvet finns gravstenar. Till vänster om koret finns en predikstol i gustaviansk stil. Längre bort i norra tvärskeppet fanns tidigare en ingång från väster och mitt emot denna ett altare. Södra tvärskeppet används numera som dopplats. Här finns sedan gammalt en piscina.
I kyrkan finns två läktare. De kom till på 1700-talet för att ge mer utrymme i kyrkan. Läktarbarriärerna är försedda med målningar, förmodligen utförda av kyrkomålaren Sven Gustafsson Stoltz, Vadstena, som dekorerat läktaren i Högby kyrka med liknande bilder. På orgelläktaren i väster står en piporgel, byggd 1925 av firma Olof Hammarberg i Göteborg. På den mindre läktaren i norra tvärskeppet har bänkinredningen bevarats i ursprungligt skick.
Sakristian är yngre än kyrkan i övrigt. Där finns bland annat en stol med raka svarvade ben från 1600-talet, ett skåp från 1700-talet och en gustaviansk stol med vridbar sits från slutet av samma århundrade. I taket sitter en träkrona, även den från 1700-talet.

## Bilder

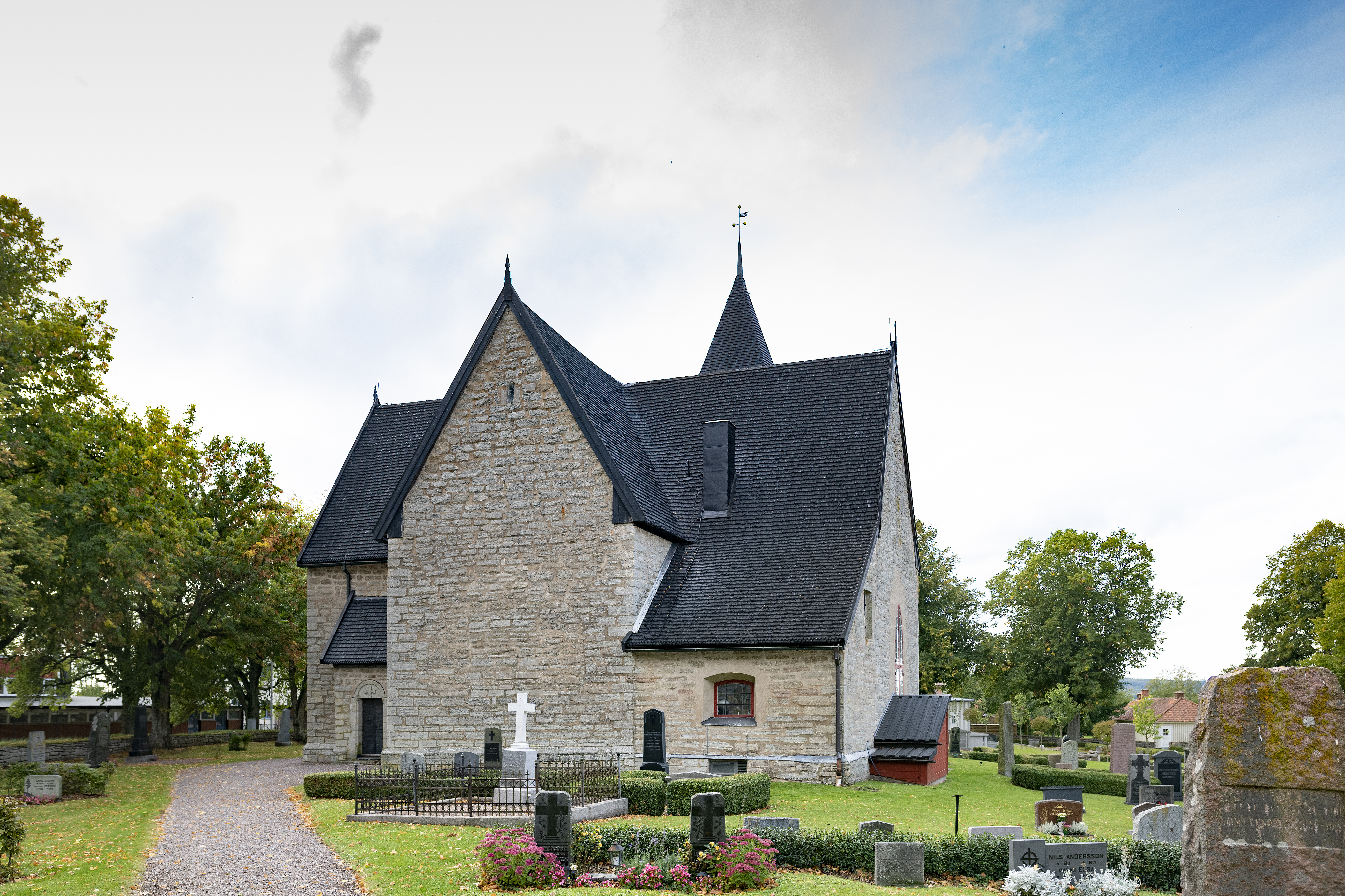
Exteriör 2020
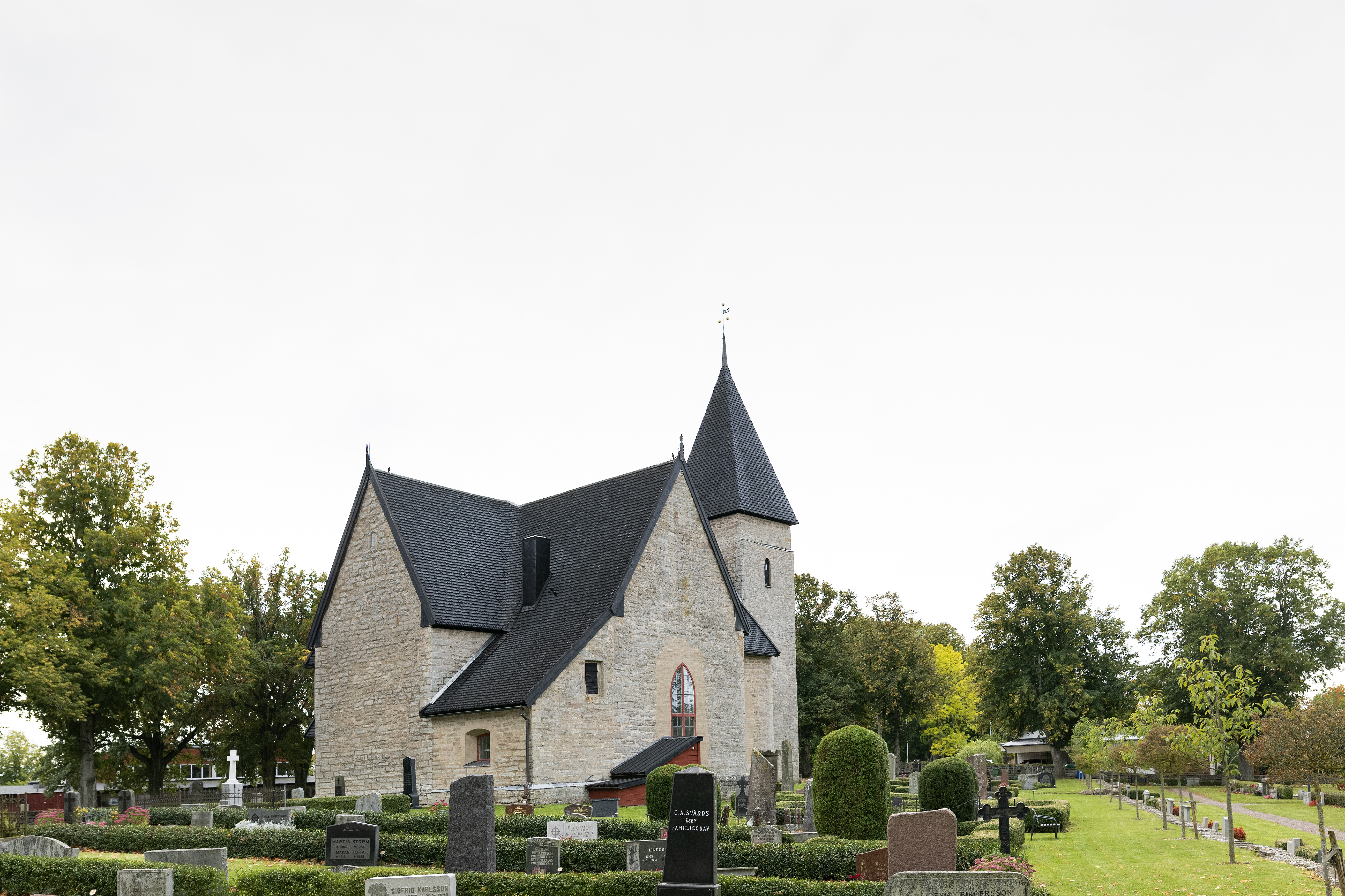
Exteriör 2020
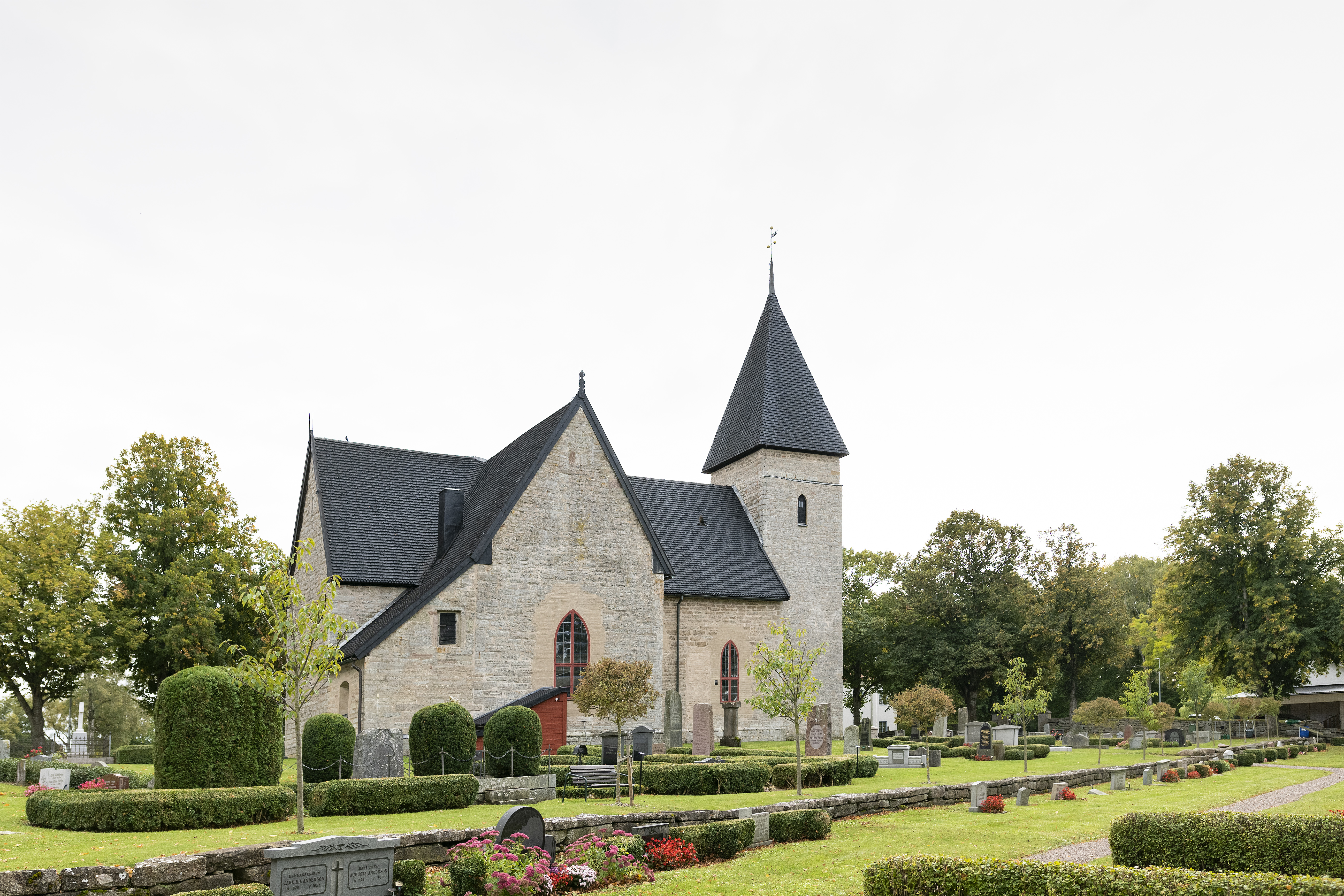
Exteriör 2020
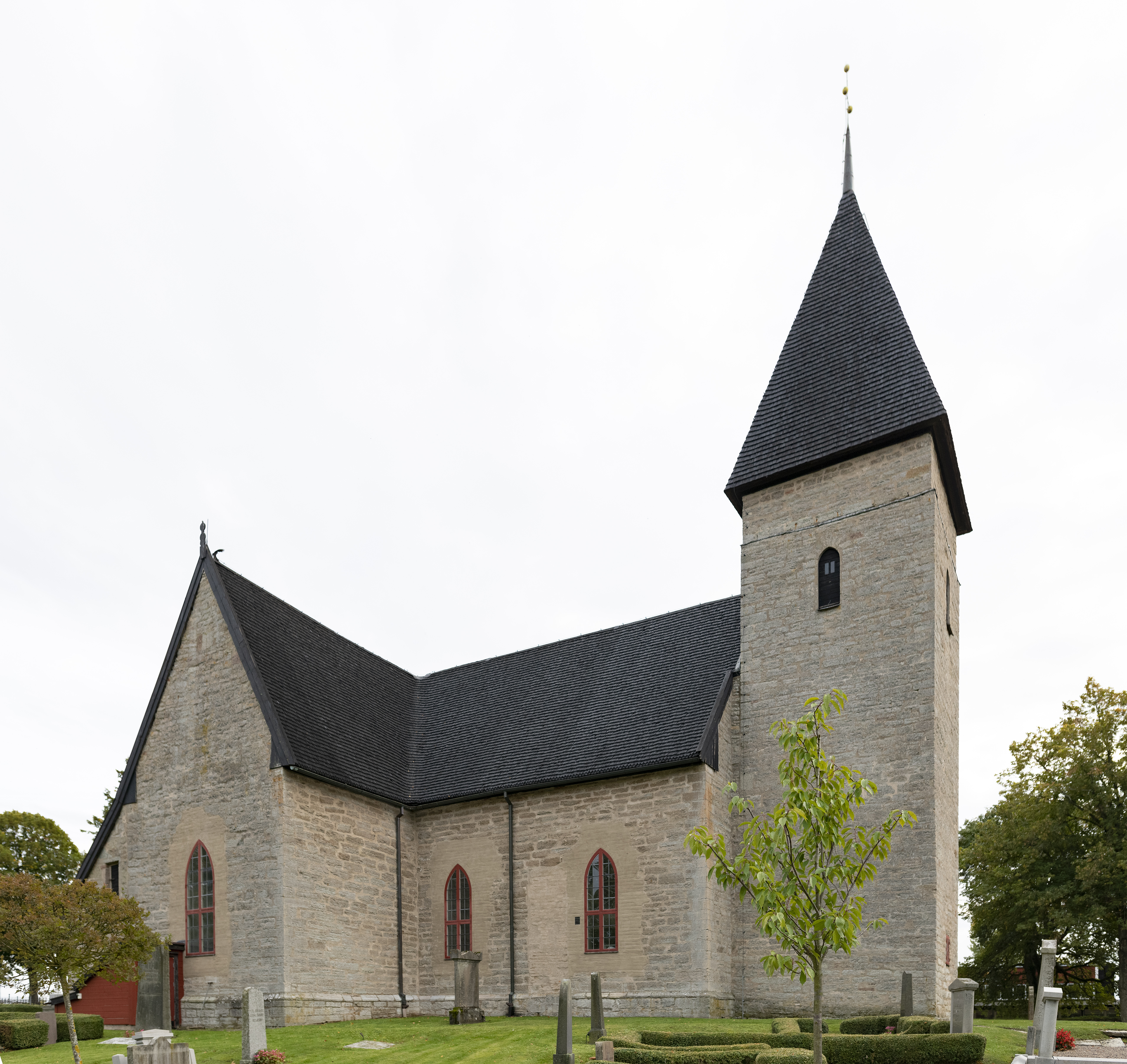
Exteriör 2020
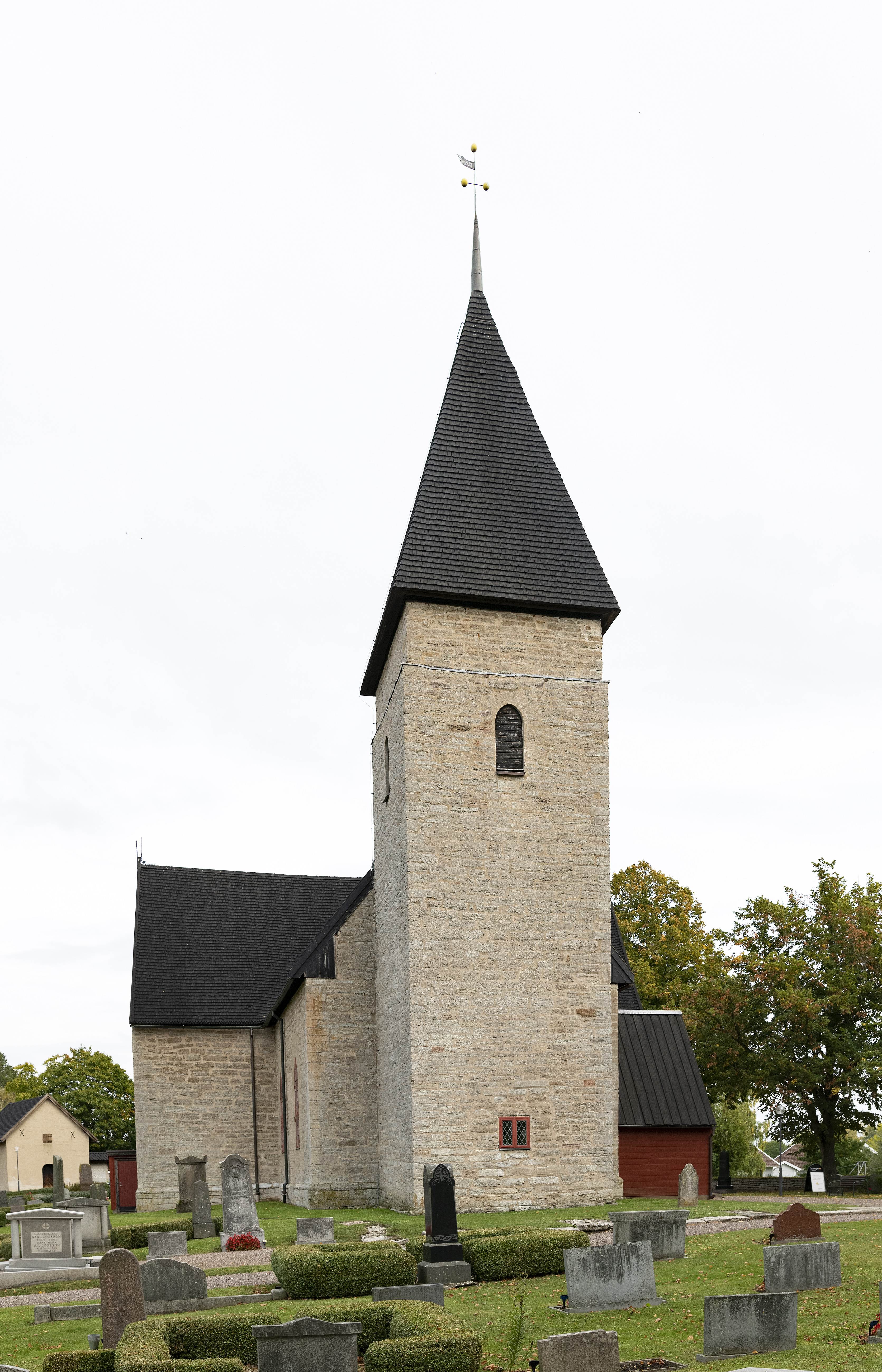
Exteriör 2020
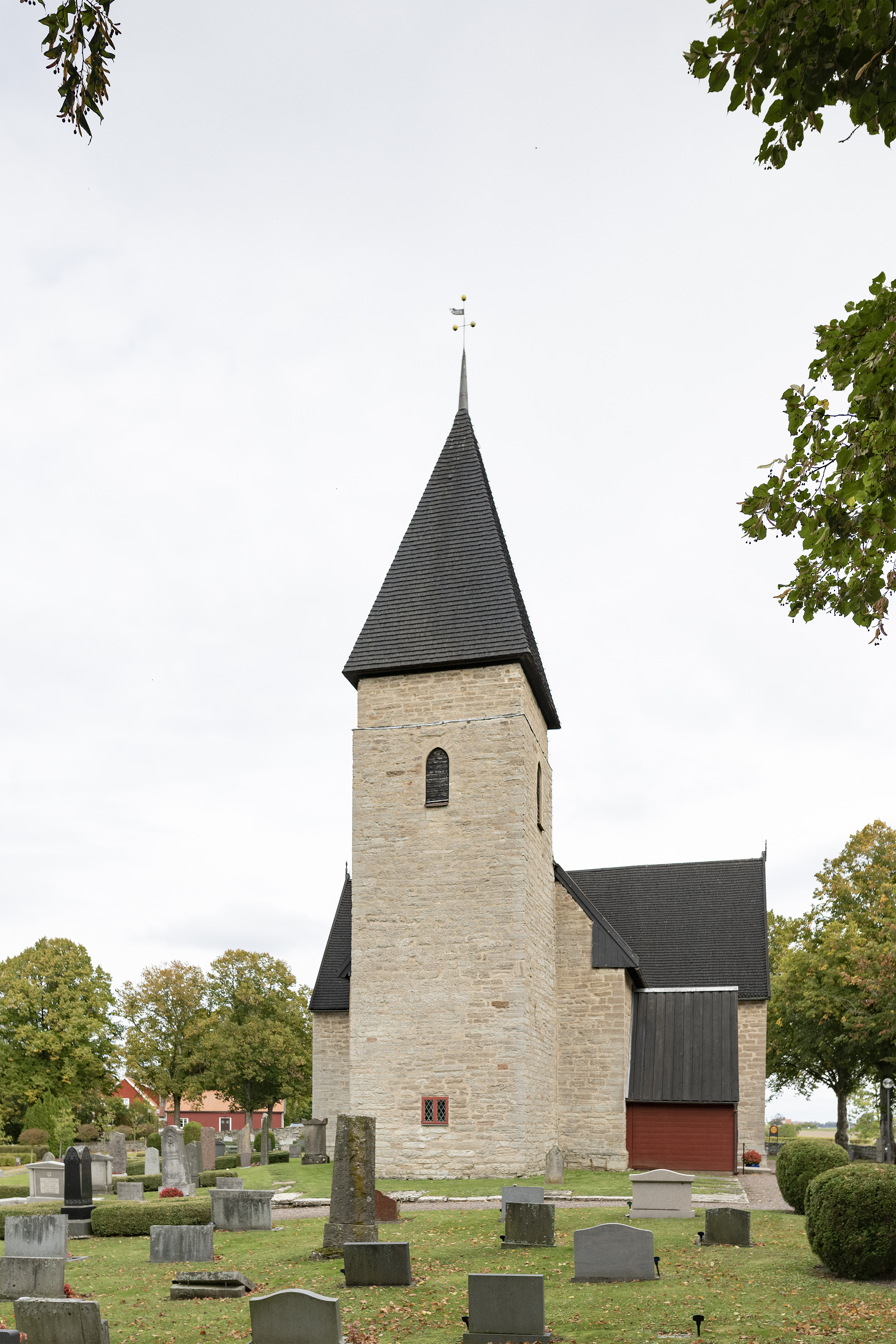
Exteriör 2020
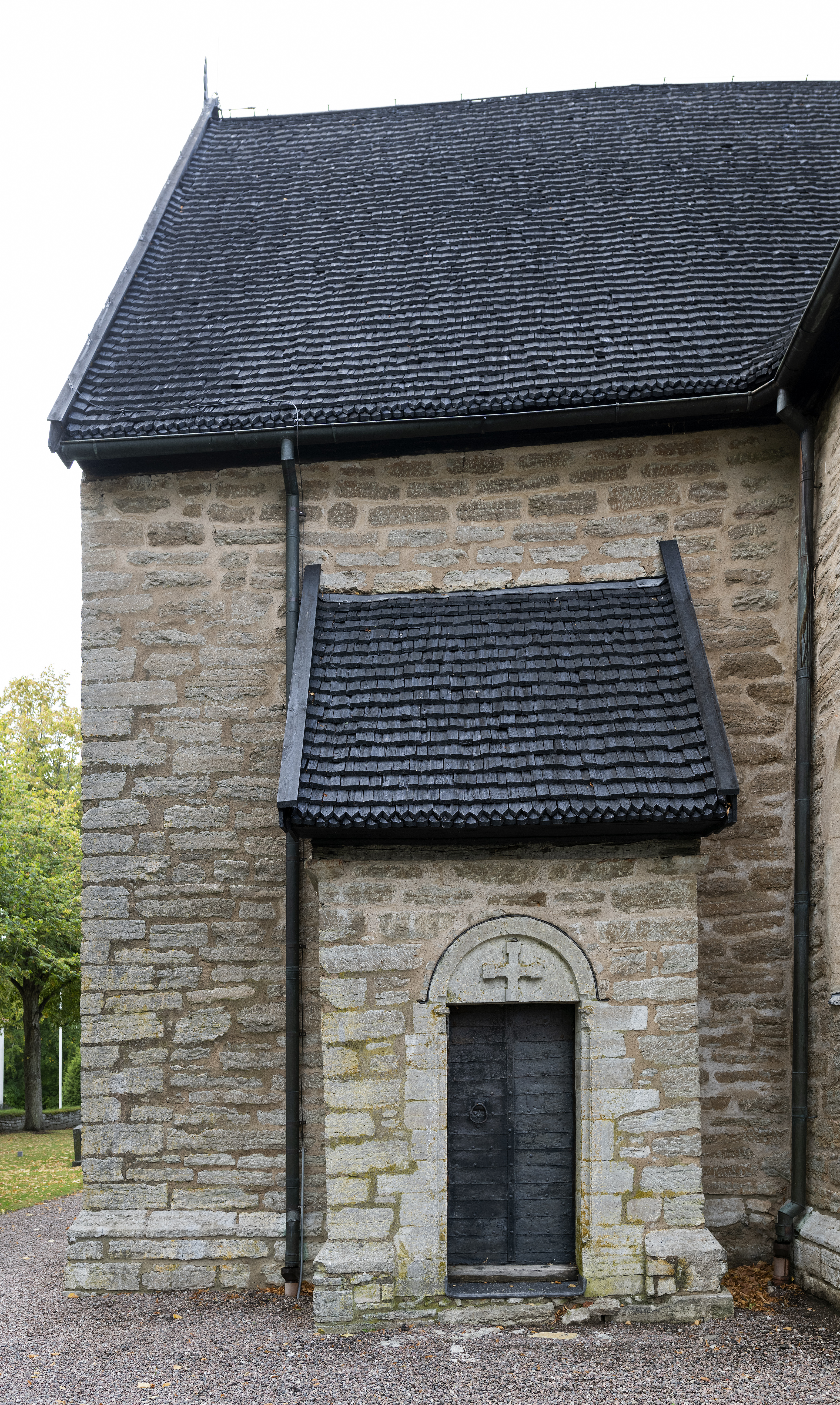
Exteriör 2020
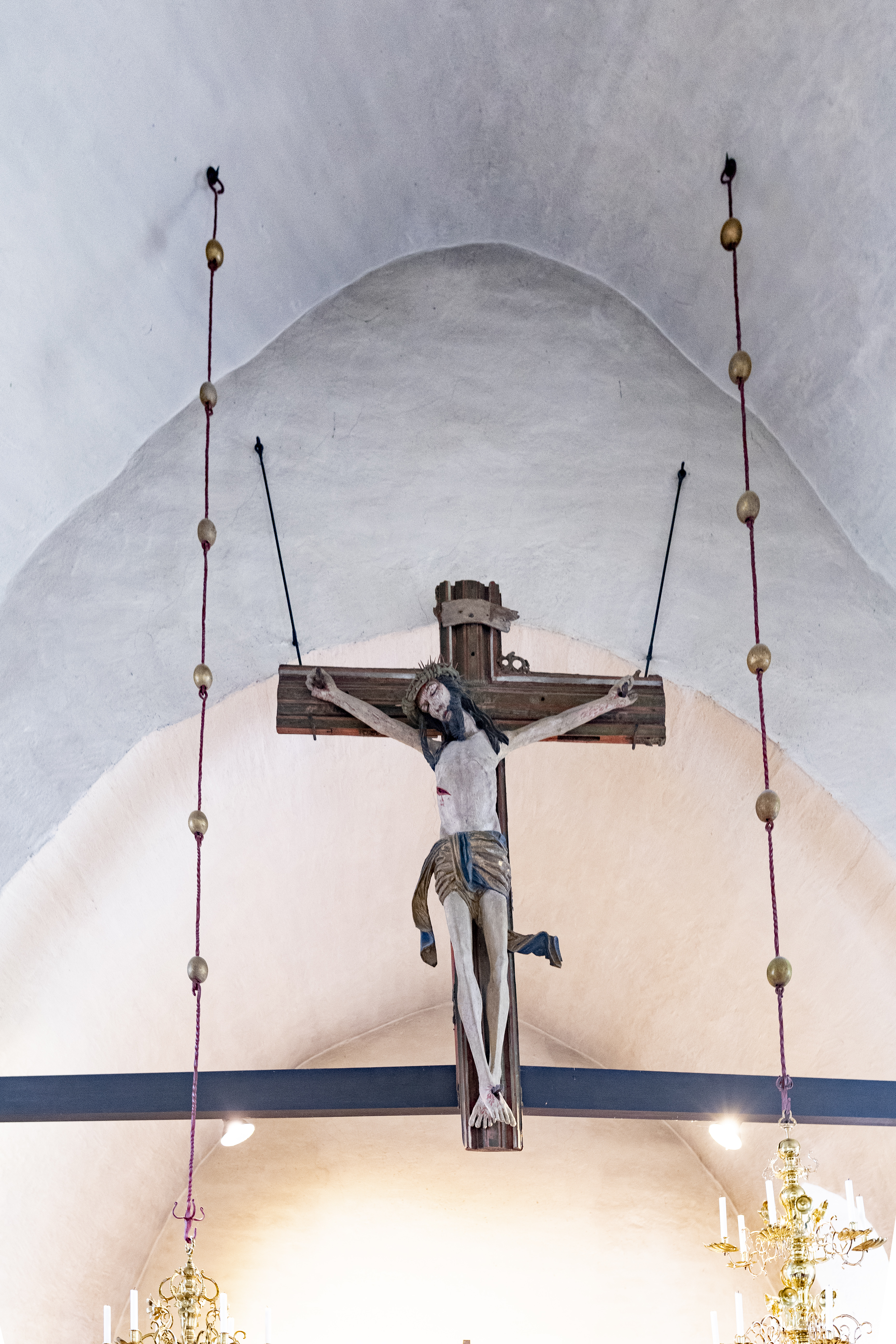
Triumfkrucifix
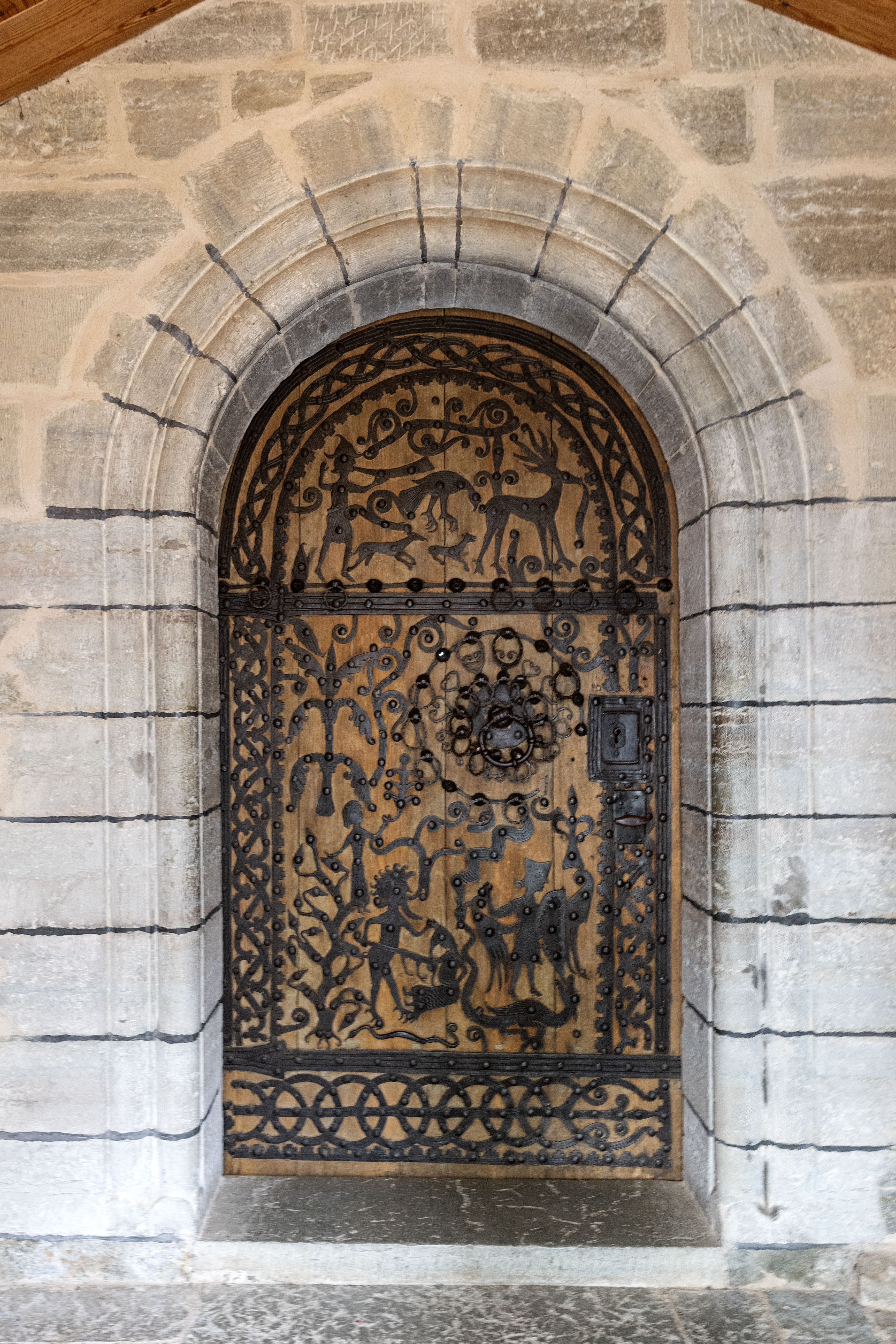
Dörrsmide
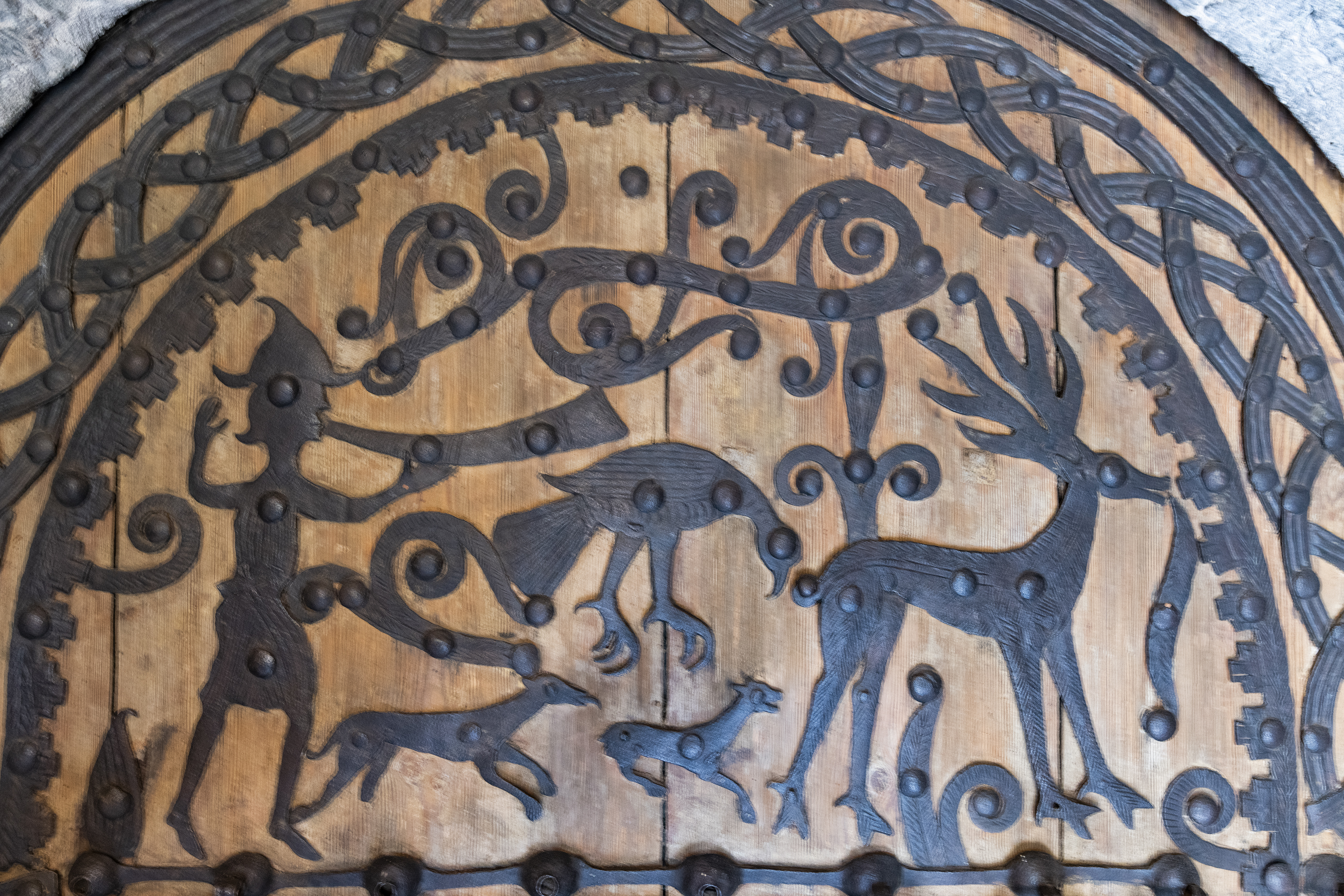
Dörrsmide
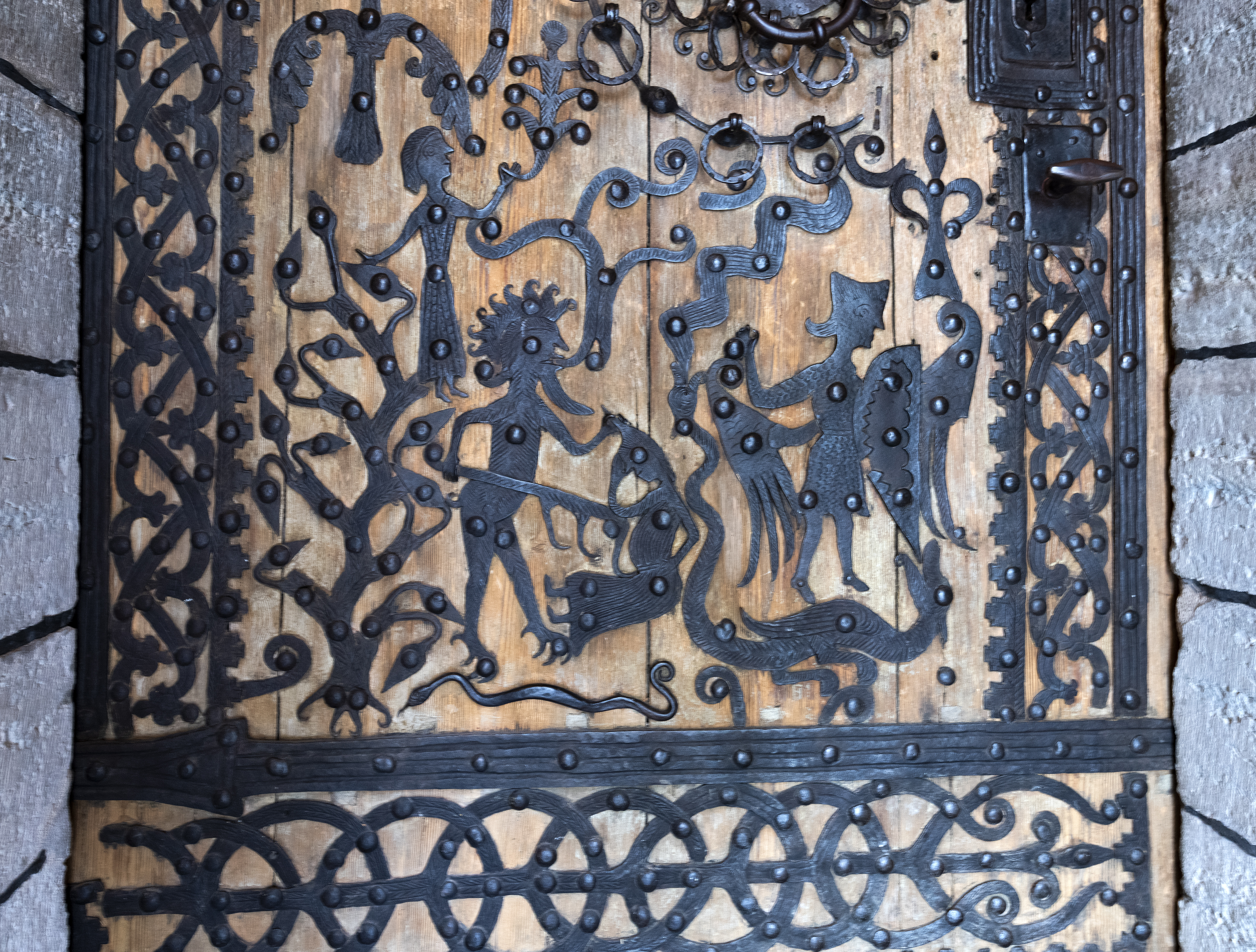
Dörrsmide
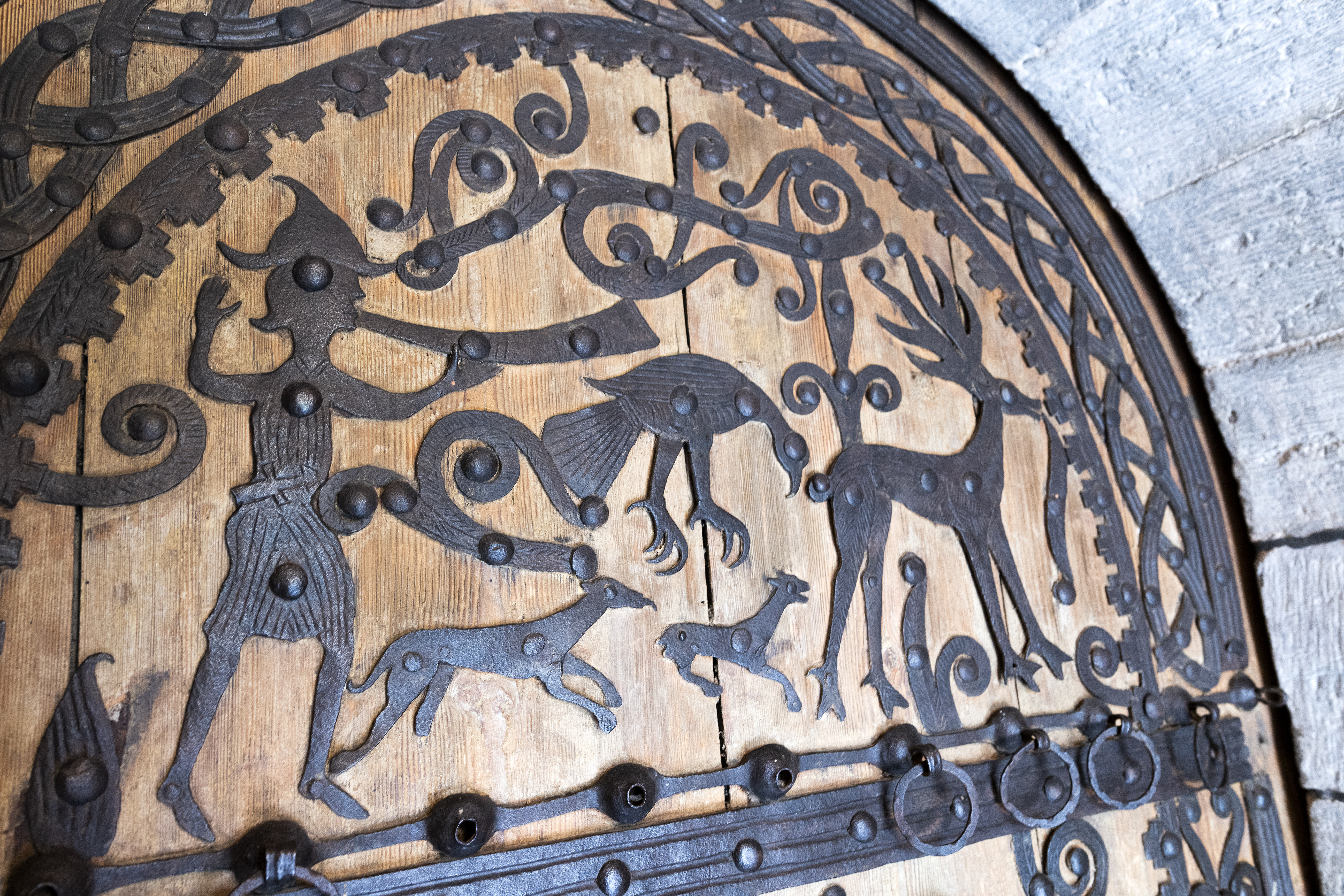
Dörrsmide
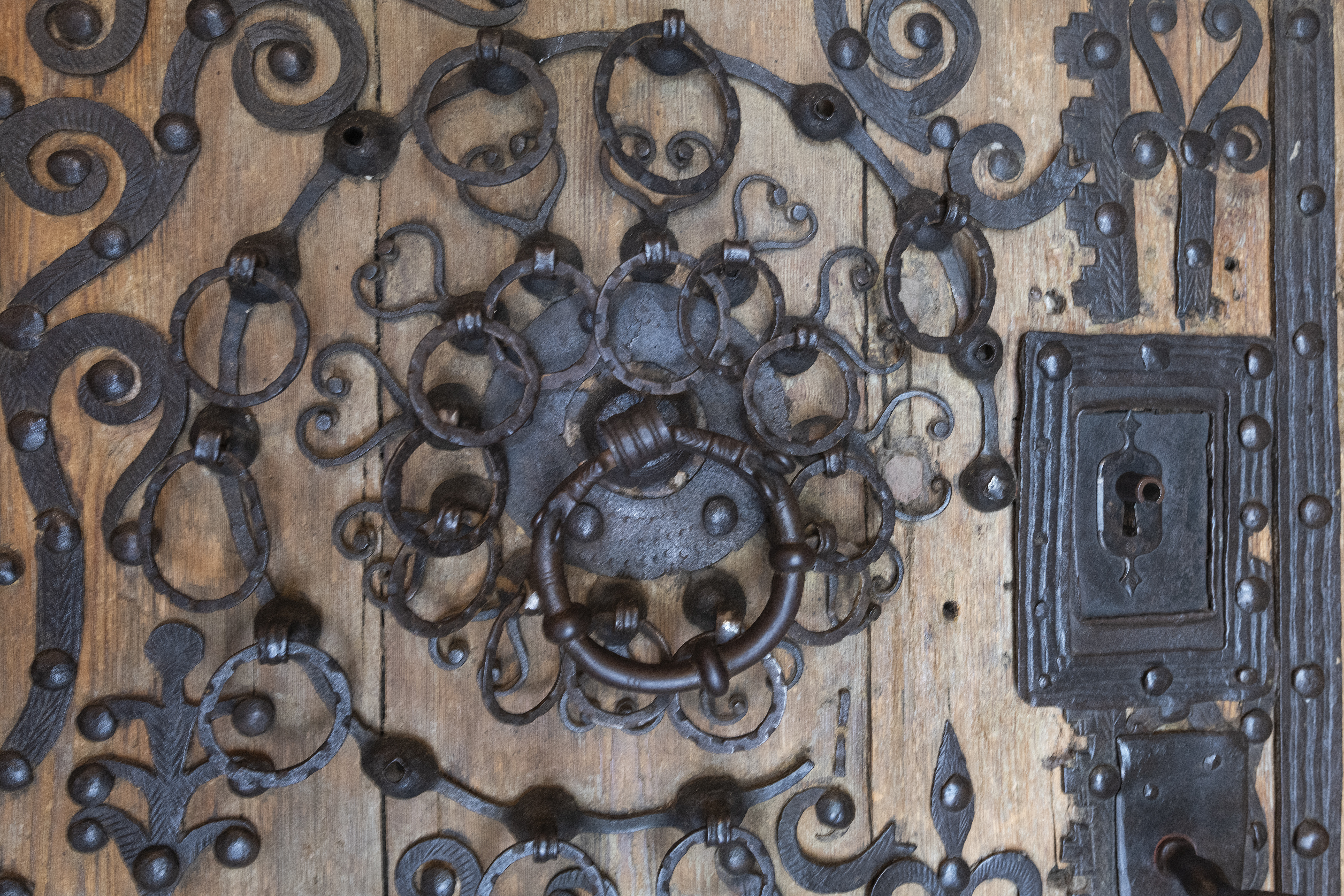
Dörrsmide
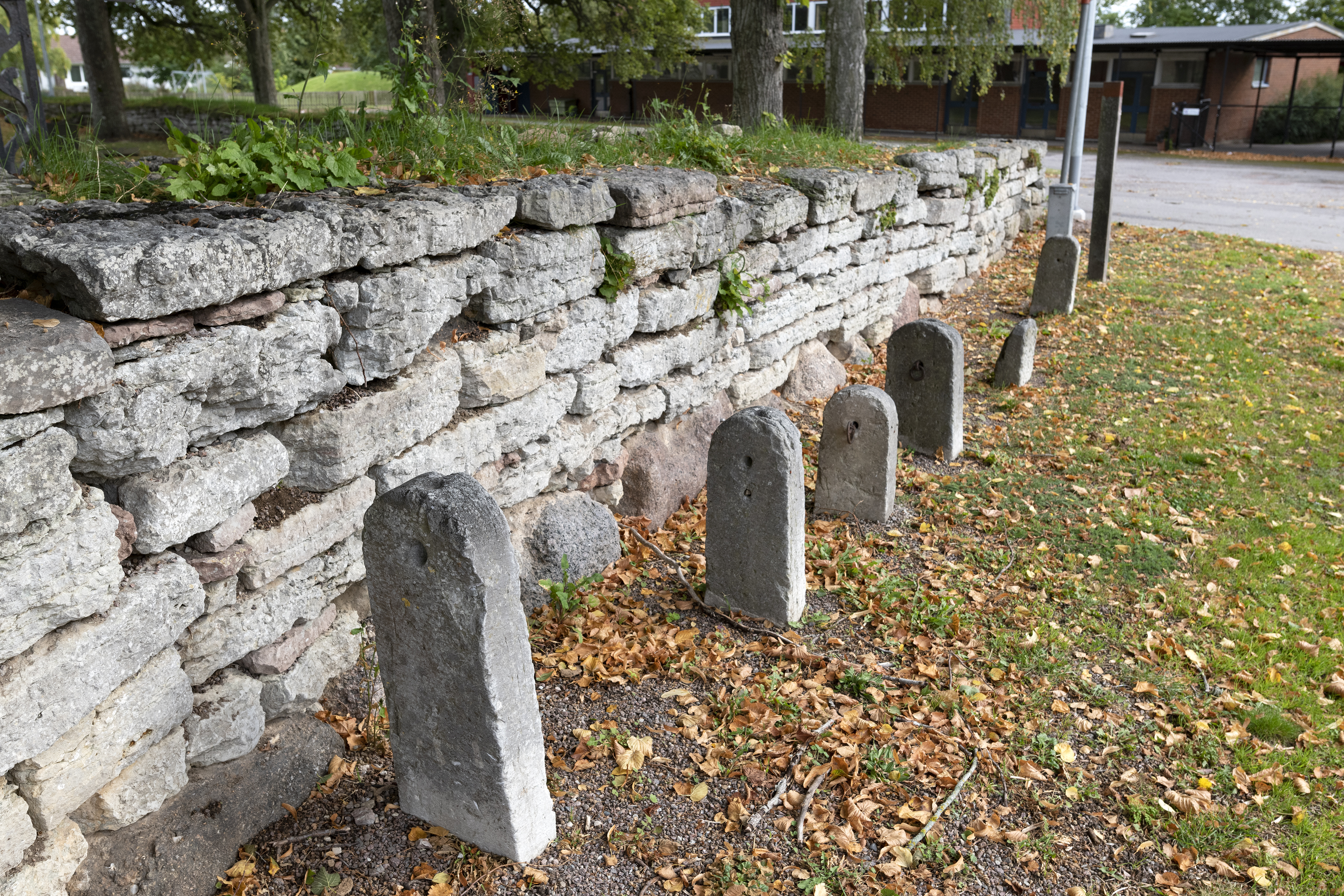
Tjudringsstolpar
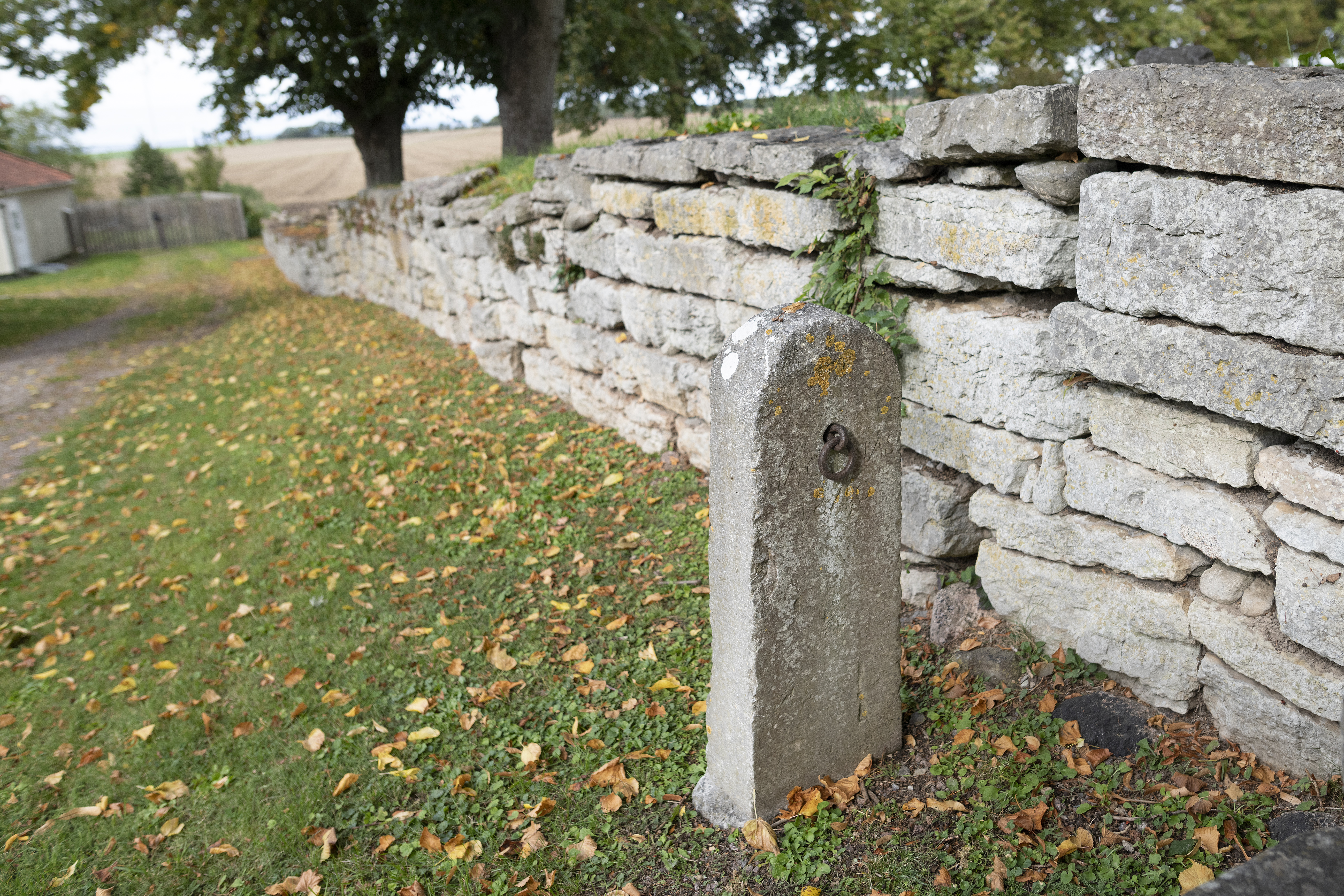
Tjudringsstolpe

## Historik
Fynd av tidigkristna gravmonument från tiohundratalet tyder på tidig kristen påverkan i bygden. Eftersom de kristna föredrog att begrava sina avlidna på kyrkogårdar är det troligt att det även uppförts en kyrka på platsen. När det sedan byggts ett stentorn i romansk stil kan man vara tämligen säker på att detta rests invid en redan befintlig kyrka. Det verkar nämligen inte logiskt att man börjar med tornet i ett kyrkobygge. Den första kyrkobyggnaden bör ha varit en stavkyrka i trä från 1000-talet till vilken fogades ett torn i kalksten under 1100-talet.eller i varje fall före 1213. På tornets andra våning anordnades redan från början ett emporium, ett utrymme för kungen eller stormannen.
Vid 1200-talets början ersattes kyrkans träväggar av stenmurar i samma läge. I den västra långhusmuren, finns otvetydiga spår i form av hål för bjälkar, vilket visar att det där funnits en emporläktare, som anslutit till utrymmet i tornet bakom. Härifrån kunde prominenta följa gudstjänsterna nere på kyrkgolvet. Ett sådant emporium finns också i Källstads kyrka och har funnits i Vreta klosters kyrka.
Under 1200-talet senare del utvidgades stenkyrkan. Långhusets västra vägg med sin gamla murningsteknik behölls, men övriga väggar revs; endast rester av dessa återstår under det nuvarande golvet. Kyrkan tillbyggdes med hjälp av kunniga lekbröder från Alvastra kloster. Det tillkom ett nytt kor, vars östvägg försågs med trekopplat fönster i cisterciensisk stil, samt ett tvärskepp med sin vackra gavelresning. I södra delen av tvärskeppet inreddes ett kapell. Kor och tvärskepp försågs med tunnvalv; mot slutet av medeltiden välvdes kyrkan med kryssvalv. Eventuellt gjordes kryssvalven redan under 1200-talet.
Ett triumfkrucifix av inhemsk tillverkning tillkom under 1400-talet och mot medeltidens slut insattes ett tyskt altarskåp med reliefer visande Jesu korsfästelse samt 14 apostlar och helgon.
Under 1600-talet skaffades en dopfunt av kalksten och 1705 en skulpterad altarprydnad med avbildning av Kristus på korset och ovanför Jesu uppståndelse.
Omkring mitten av 1700-talet byggdes två läktare, en i långhuset och en i norra korsarmen, Läktarbarriärerna dekorerades, troligen av Sven Gustafsson Stoltz, med målningar som alla visar ett hjärta, symboliserande människan, i olika situationer i livet. (Jfr. Stoltz målningar i Högby kyrka, Östergötland)
Carl Fredric Broocman berättar i mitten av 1700-talet "Kyrkan står på Krono grund, en mil ifrån Wadstena, och är upbyggd af huggen Telgsten til 30 och en half alns längd med Choret till Torn-muren, och 11 och 3 fjerdedels alns bredd; och är nedanför Choret uti urminnes tid på båda sidor utbyggd til 27 och 3 fjerdedels alns längd och 9 alnars bredd. Om thes höga ålder wittna hennes ganska tjocka murar..Altartaflan, som är hwit målad och med förgyldt löfwerk beprydd, föreställer Christi korßfästelse och upståndelse, och är hon upsatt år 1705. Prädikstolen af Snickare-Arbete, med Frälsarens, S:t Matthei, Luce och Johannis bilder, är wäl gammal, men år 1734 å nyo målad, så at han nu pryder sitt rum. Orgelwerket består af 6 stämmor, och är i tämmeligen godt stånd. Uti Norra Korß-Kyrkon står ännu the Påwiskas Offer-Altare; och är Kyrkons förra Altartafla, som hon haft ifrån Påwetiden med Frälsarens och the 12 Apostlars bilder, upstäld öfwer samma Offer-Altare. Uti Tornet hänga Klockorna, och ses then mindre wara guten år 1632. Then större blef wäl omguten år 1755, men har förrut altsedan Påwetiden warit uti bruk, som kan slutas af thes förra påskrift så lydande: Help: Maria: gracia: plena: dominus: Tem²: Amen: [...] Af Ålderdoms-märken har tilförene stådt på Kyrkogården en Runsten, som wäl nu är förstörd, men dock til utseende och innehåll räddad och aftryckt uti M. Göransons Runstens-Bok, pag. 259. N. 920, och lydde thes Runor sålunda:
|  |                                                                    |
|  | KES. KRISTDNI. ALTMA. SIALI. ASU. SIALI. DANI. STINA. KRISTENLIGA. |
|  | Kes inwigde denne sten Kristeligen åt Altmas själ och Asa själ.    |

År 1797 får kyrkan en ny predikstol i vitt och guld.
Stora förändringar ägde rum under 1700- och 1800-talen. I södra korsarmens medeltida kapell togs en ny port upp och den gamla sydportalen sattes igen. En ny ingång öppnades i väster via tornets bottenvåning. Man önskade också större och ljusare kyrkorum: "Hinderliga" pelare togs bort, fönstren gjordes större och fler, vapenhuset vid långhusets södervägg revs, kyrkan spritputsades, vägg- & valvmålningarna vitkalkades eller täcktes med tjock, strukturdöljande puts. Medeltida inventarier deponerades eller såldes ut.
Åren 1879 och 1937 gjordes reparationer av kyrkan.
Under ledning av professor Erik Lundberg vidtogs omkring år 1959 en genomgripande renovering och restaurering som påverkade både exteriör och interiör. I stället för det tidigare borttagna vapenhuset på långhusets södra sida uppfördes ett nytt av liknande utseende, men mindre, i rött timmer. Efter ritningar av Lundberg tillverkades nya knäfallsstolar, ny bänkinredning och nya armaturer.

## Inventarier

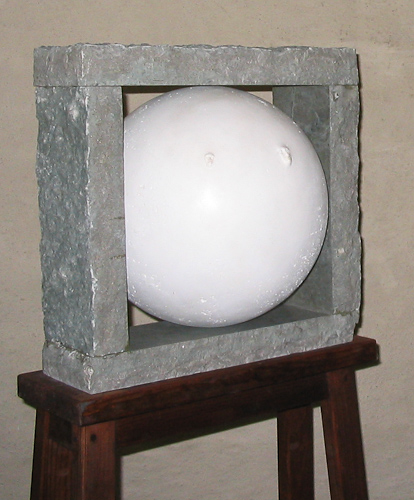
Maldik, en skulptur av Maret Sturedotter Kjellberg.

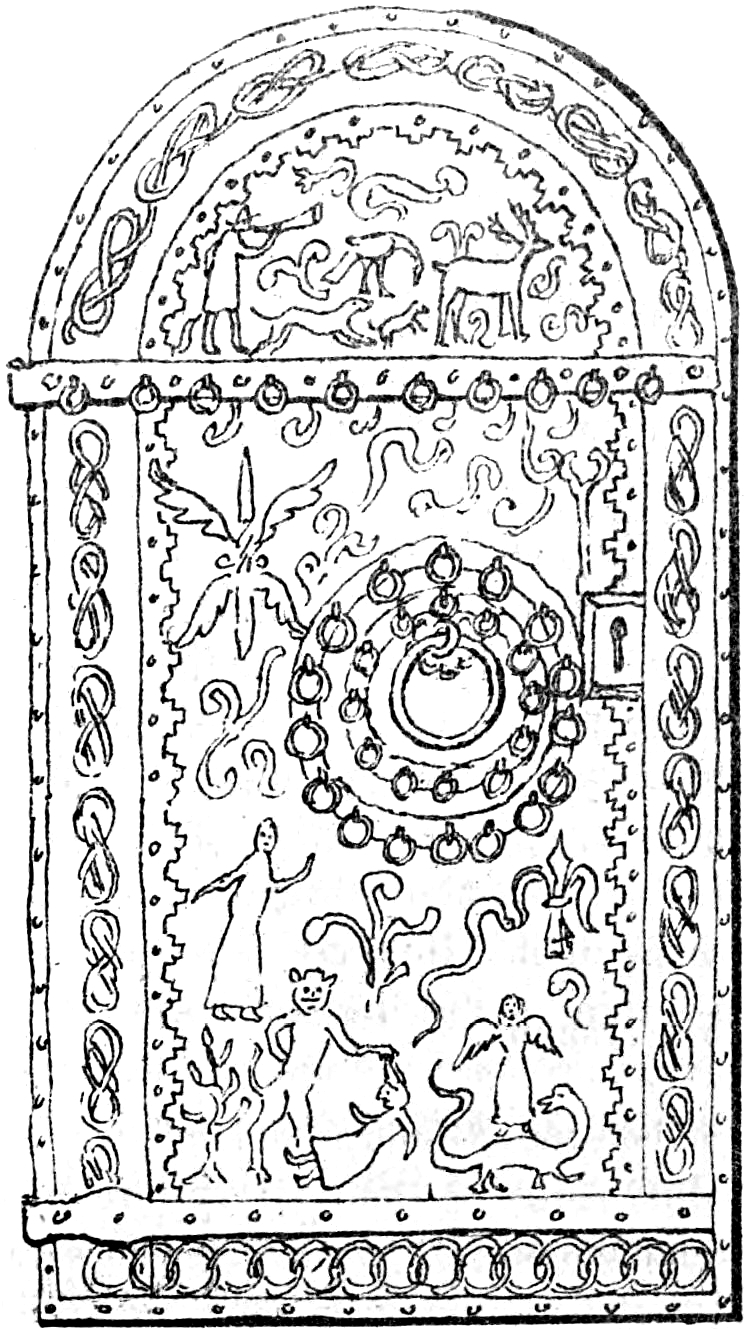
"Rogslösadörren", teckning i "Utdrag af Antiqvitets-Intendenten P. A. Säves afgifna berättelse för år 1861" i Antiqvarisk tidskrift för Sverige. Enligt folksägnen är den tagen från "Drottning Åmmas borg i Omberg".

- Maldik, en skulptur i gips och kalksten (Maret Sturedotter Kjellberg 2003).
- Altarskåp av ek, sentida reparationer i lövträ och furu, nordtyskt arbete från mitten av 1400-talet.
- Triumfkrucifix, inhemskt arbete omkring år 1500.
- Predikstol från 1797 i vitt och guld med rund korg, ursprungligen målad och förgylld av målare Marckman, restaurerad och ommålad 1959.
- Dopfunt av grå kalksten med rödpolerade blommor, figurer och djur från 1700-talet.
- Dopskål av silver, ritad av Erik Lundberg, tillverkad av silversmed Carl Nyströmer, Stockholm.
- Rogslösadörren, trädörr från omkring 1275 med smidesornament av en anonym smidesmästare, efter fyndplatsen kallad "Rogslösamästaren"; ornamenten tar upp scener ur bibliska historier och helgonlegender.
- Läktarmålningar, "hjärtan", troligen utförda av kyrkomålare Sven Gustafsson Stoltz, Vadstena.
- Träkronor från 1700-talet i södra tvärskeppet och sakristian.
- Brudkrona från 1874.
- Mässkrud, svart, från 1700-talet.
- Mässkrud, svart, från 1800-talet.
- Mässkrud, vit, från 1942.
- Mässkrudar, blå, röd, & grön från 1959.
- Altardukar i fint linne och knypplad spets "Korsblomman", tillverkad av anonym knypplerska i församlingen.
- Kollekthåv, röd, från 1754.
- Sockenbudstyg från 1868.
- Mått- & mållikare från 1751.
- Storklockan, omgjuten 1772.
- Lillklockan, från 1632.

## Orgel
- Mellan 1706-1735 fanns ett positiv av okänt ursprung. Det såldes för 400 daler. 1706 köpte man ett lås till orgeln. 1723 uppstämdes och lagades orgelverket. 1730 och 1733 lagar organisten Anders Sunderberg i Ekeby församling positivet.[2]
- 1735: Organist & orgelbyggare Carl Björling, Kristberg, bygger ett 6-stämmigt orgelverk. Det kostade 600 daler.[3] Han fick det gamla positivet.[4]
- 1784: Organist & orgelbyggare Lars Strömblad, Ödeshög (1743-1807), bygger ett 8-stämmigt orgelverk.
- 1925-1926: Firma Olof Hammarberg, Göteborg, sätter, bakom Lars Strömblads fasad, upp en rörpneumatisk orgel med 10 stämmor på 2 manualer och pedal. Fristående spelbord med vita undertangenter och manubrier.
- 1959: Renovering.

Disposition:
| Manual I C-g³       | Manual II C-g³ | Pedal C-f¹               | Koppel            | Kombinationer       |
| Borduna 16’         | Basetthorn 8’  | Subbas 16’, (transm.)    | I/P               | Piano               |
| Principal 8'        | Rörflöjt 8’    | Violoncell 8’, (transm.) | II/P              | M-Forte             |
| Flûte harmonique 8' | Flöjt 4’       |                          | II/I              | Forte               |
| Gamba 8'            | Svegel 2’      |                          | 4’ I/I            | Tutti               |
| Oktava 4'           |                |                          | 16’ II/I          | Registerkombination |
| Oboe 8’             |                |                          | 16’ II/II         | 1 fri kombination   |
|                     |                | Pedalomvexling           | Crescendosvällare | Calcant             |

### Diskografi
Inspelningar av musik framförd på kyrkans orgel.
- Pastoral / Beckman, Marie-Louise, orgel. CD. Svenska kyrkan VFCD 002. 2015.

## Bod
Vid bogårdsmuren står en medeltida bod av murad sten.